# ماپلتون (مین)
ماپلتون(به انگلیسی: Mapleton) شهری در ایالت مین کشور ایالات متحده آمریکا است که جمعیت آن در سرشماری سال ۲۰۱۰ میلادی، ۶۸۳ نفر بوده‌است.